# Leland Erskin Cunningham
Leland Erskin Cunningham, né le 19 février 1904 à Wiscasset, et décédé le 31 mai 1989 à Richmond en Californie, est un astronome américain.

## Biographie
Il a commencé sa carrière comme assistant de Fred Lawrence Whipple à l'Université Harvard. Au cours de la Seconde Guerre mondiale, il entra au Ballistic Research Laboratory (en) où il fit partie du groupe qui travailla sur l'ENIAC.
Le Centre des planètes mineures le crédite de la découverte de quatre astéroïdes, effectuée entre 1951 et 1952. Il a entre autres découvert la comète non périodique C/1940 R2 (Cunningham).
L'astéroïde (1754) Cunningham lui est dédié,.
| (2211) Hanuman   | 26 novembre 1951  |
| (6939) Lestone   | 22 septembre 1952 |
| (46512) 1951 QD  | 31 août 1951      |
| (99948) 1952 SU1 | 23 septembre 1952 |